# カワイレナ
カワイレナ（かわい れな、1998年11月19日 - ）は、日本の女性アイドル、タレント。元・loopのセンター。手羽先センセーションのメンバー。TikTokフォロワーは20万人を越え、インフルエンサーとしても活動している。兵庫県出身の千葉県育ち。

## 略歴
2014年、原宿でのスカウトをきっかけにRIZEプロダクションに所属。元々芸能界に興味があり、丁度それまでやっていた新体操をケガをして辞め、やることを捜していたということもあって芸能界入りを決める。直後に行われたオーディションでアイドルユニットloopへ新メンバーとして加入、デビューした。
2016年11月、長かった髪をヤングアニマルYAグラ姫応募時に気合を入れるため、ショートカットにする。初めて水着でのグラビア撮影を経験した。
2017年1月27日、ヤングアニマルの2017年YAグラ姫編集部特別賞を受賞。2月7日、DMMにて授賞式が行われた。
2017年5月、フランスの名門チョコレートブランド"CHAPON"2017年夏のブランドミューズに起用される。"CHAPON"初のブランドミューズとなった。
2017年10月より雑誌ヤングアニマルでYAグラ姫企画の「グラ姫 a go go!」連載スタート。毎号巻末に登場。
2018年8月23日、中野坂上S.U.B TOKYOでの『河井玲奈卒業公演』にて5年間活動してきたアイドルユニットloopを卒業。所属事務所も退所（卒業公演にてグループ自体の活動休止も発表）。退所に伴い、カタカナ表記の「カワイレナ」に改名し、フリーランスとして活動を継続。
2018年12月18日からの舞台「ドナー・イレブン」にて初の舞台出演を経験。役者としても活動の幅を広げる。
2019年ソロでの活動を行なっていたが、3月28日フレオエンターテイメント所属アイドル「LOVEReS」へ新メンバーとして加入を発表。「loop」での担当色はピンク色であったが「LOVEReS」では青色に担当色が変更になった。
3月30日恵比寿CreAtoにてお披露目ライブが開催された。
2019年11月17日、20歳で自身初のソロファースト写真集「白群」を出版。
2020年7月11日、代官山SPACE ODDでのラブアグレッションお披露目ライブより、7人組アイドルユニットラブアグレッションのメンバーとして活動を開始。立ち位置はセンター。2020年12月19日、ラブアグレッションを卒業。
2021年1月7日、手羽先センセーションに加入することが発表された。

## 人物
特技は8年間習った新体操。そのため体が柔らかい。
ヤングアニマル誌上では「聞けば心貫かれるキュートボイス」とキャッチコピーがつけられた。
愛称はれなぴょん、レナち。

## 出演

### 写真集
- カワイレナファースト写真集「白群」（2019年11月、アイドルヴィレッジ、撮影：福田瞳）

### 雑誌
- 「MARQUEE」（2015年10月、星雲社）[9]
- 「ヤングアニマル」（2017年No.5、No.13、No.15～No.24、白泉社）- No.15～No.24は「グラ姫 a go go」として連載。
- 「TokyoWalker」（2017年2月号、角川書店）
- 「別冊 IDOL FILE "SUPPIN"」（2018年3月、シンコーミュージック）

### ラジオ
- FM AICHI「手羽先センセーションのテバラジ!」レギュラー（2021年1月19日 - ）

### イベント
- 武道館アイドル博2017（2017年5月6日、日本武道館）[10]
- 武道館アイドル博2018～1000人のアイドルと遊ぼう！～（2018年8月13日、東京・日本武道館）に出演。

### テレビ
- 「ウタ娘」（2013年8月、テレビ埼玉）[9]
- 「神おけ」（2014年1月、メ―テレ）[9]
- 「GURIGURI くりーむ」（2014年6月、テレビ朝日）[9]
- 「第一回アイドル紅白歌合戦」（2014年12月、TOKYO MX）

### ウェブテレビ
- 「浅川梨奈、次に来るアイドルを探す」（2017年3月15日、ニコニコ生放送NEXTアイドルをさがせ！）[11][12]

### CM
- 明治エッセルスーパーカップCM（2016年9月、明治）[9]

### 舞台
- アリスインプロジェクト「ドナー・イレブン[13]」（2018年12月20日 - 30日、池袋・シアターKASSAI）- 咲本小夏 役
- アリスインプロジェクト「DANCE! DANCE! DANCE! オルタナティブ[14]」（2019年2月9日 - 17日、シアターKASSAI）- 長弓公子 役

### PV
- Lym「ノンフィクション」（2019年4月20日）